# Římskokatolická farnost Rtyně v Podkrkonoší
Římskokatolická farnost Rtyně v Podkrkonoší je územním společenstvím římských katolíků v rámci trutnovského vikariátu královéhradecké diecéze.

## O farnosti

### Historie
Ve Rtyni stával původně dřevěný kostelík. Ten byl v roce 1679 zbořen a na jeho místě byl postaven zděný kostel v barokním stylu. V 19. století byl dále upraven do současné podoby. U kostela se nachází hodnotná roubená zvonice z roku 1544. V přifařeném Bohdašíně byla postavena v roce 1862 mešní kaple Nanebevzetí Panny Marie, která původně měla vlastního kněze, tzv. fundatistu.

### Současnost
Rtyňská farnost je administrována ex currendo z Malých Svatoňovic.
| Kostel                        | Místo               | Bohoslužba          | Bohoslužba | Poznámka     |
| ----------------------------- | ------------------- | ------------------- | ---------- | ------------ |
| Kaple Nanebevzetí Panny Marie | Bohdašín            | sobota              | 18.00      | obecní kaple |
| Kostel sv. Jana Křtitele      | Rtyně v Podkrkonoší | neděle středa pátek | 8.30 18.00 | farní kostel |